# 남영진
남영진(1951년 2월 26일~2019년 2월 6일)은 대한민국의 배우이자 연극인이었다.

## 생애
1969년 연극배우 첫 데뷔하였고 1972년 MBC 공채 5기 탤런트로 선발되었다. 2019년 2월 6일 지병으로 인하여 숨졌다.

## 출연작

### 드라마
- 《수사반장》 (MBC, 1972년)
- 《최후의 증인》 (MBC, 1979년)
- 《홍변호사》 (MBC, 1980년)
- 《전원일기》 (MBC, 1980년) - 각종 단역
- 《제1공화국》 (MBC, 1981년)
- 《남강 이승훈》 (MBC, 1982년)
- 《백산 안희제》 (MBC, 1982년)
- 《포로들》 (MBC, 1982년) - 인민군 포로 역
- 《한》 (MBC, 1982년)
- 《조선왕조 오백년 - 추동궁 마마》 (MBC, 1983년) - 민무구 역
- 《3840 유격대》 (MBC, 1983년)
- 《간난이》 (MBC, 1983년)
- 《다산 정약용》 (MBC, 1983년)
- 《조선왕조 오백년 - 설중매》 (MBC, 1984년) - 금성대군 역
- 《조선총독부》 (MBC, 1984년)
- 《사랑과 진실》 (MBC, 1984년)
- 《조선왕조 오백년 - 풍란》 (MBC, 1985년) - 정윤겸 역
- 《MBC 베스트셀러 극장 - 야망의 땅》(MBC, 1985년)
- 《조선왕조 오백년 - 임진왜란》 (MBC, 1986년) - 황신 역
- 《겨울꽃》 (MBC, 1986년)
- 《조선왕조 오백년 - 남한산성》 (MBC, 1986년)
- 《우리들의 신부》 (MBC, 1987년)
- 《사랑과 야망》 (MBC, 1987년) - 김 부장 (태준의 회사동료)
- 《내일 또 내일》(MBC, 1987년)
- 《아름다운 밀회》 (MBC, 1987년)
- 《막차로 온 손님들》 (MBC, 1987년)
- 《그것은 우리도 모른다》 (MBC, 1988년)
- 《거리의 악사》 (MBC, 1988년)
- 《내일 잊으리》 (MBC, 1988년)
- 《조선왕조 오백년 - 인현왕후》 (MBC, 1988년) - 한중혁 역
- 《모래성》 (MBC, 1988년)
- 《조선왕조 오백년 - 한중록》 (MBC, 1988년) - 김명기 역
- 《우리 읍내》 (MBC, 1988년)
- 《찻잔속의 달》 (KBS1, 1989년) ... 잡화상 서민달[4] 역
- 《철새》 (MBC, 1989년)
- 《황제를 위하여》 (MBC, 1989년)
- 《제2공화국》 (MBC, 1989년)
- 《천사의 선택》 (MBC, 1989년)
- 《배반의 장미》 (MBC, 1990년)
- 《조선왕조 오백년 - 대원군》 (MBC, 1990년) - 박규수 역
- 《반민특위》 (MBC, 1990년) - 윤재욱 역
- 《고개숙인 남자》 (MBC, 1991년)
- 《땅》 (MBC, 1991년)
- 《여명의 눈동자》 (MBC, 1991년) - 권중구 역
- 《동의보감》 (MBC, 1991년)
- 《고독의 문》 (SBS, 1991년)
- 《일출봉》 (MBC, 1992년)
- 《여자의 방》 (MBC, 1992년)
- 《제3공화국》 (MBC, 1993년) - 이영근 중위 / 김재광 역
- 《인간의 땅》 (KBS, 1994년)
- 《아들의 여자》 (MBC, 1994년)
- 《또 하나의 시작》 (KBS2, 1995년)
- 《코리아게이트》 (SBS, 1995년) - 육군참모차장, 제1야전군사령관 윤성민 장군 역
- 《신고합니다》 (KBS2, 1996년) - 1대대장 김수성 중령 역
- 《임꺽정》 (SBS, 1996년) - 김식 역
- 《용의 눈물》 (KBS1, 1996년) - 한상경 역
- 《남자대탐험》 (SBS, 1996년) - 오진주의 계부 역
- 《산》 (MBC, 1997년)
- 《시트콤 남자 셋 여자 셋》 (MBC, 1997년)
- 《사랑》 (MBC, 1998년)
- 《삼김시대》 (SBS, 1998년)
- 《시트콤 여자 대 여자》(MBC, 1998년)
- 《마음이 고와야지》 (MBC, 1998년)
- 《왕과 비》 (KBS1, 1998년) - 성임 역
- 《승부사》 (SBS, 1998년) - 구광은(금융회사 강남 지점장) 역
- 《허준》 (MBC, 1999년) - 최명궐 역
- 《줄리엣의 남자》 (SBS, 2000년) - 최창승(한별은행 명동지점장) 역
- 《홍국영》 (MBC, 2001년) - 정석달 역
- 《제국의 아침》 (KBS1, 2002년) - 한현규 역
- 《그대를 알고부터》 (MBC, 2002년)
- 《야인시대》 (SBS, 2002년) - 제 2대, 제 4대 육군참모총장 채병덕 장군 역
- 《죽도록 사랑해》 (MBC, 2003년)
- 《무인시대》 (KBS1, 2003년) - 왕준명 역
- 《다모》 (MBC, 2003년) - 양반 역
- 《불새》 (MBC, 2004년) - 장세훈의 지도 교수 역
- 《해신》 (KBS2, 2004년) - 당나라 재상 무원형 역
- 《제5공화국》 (MBC, 2005년) - 전 중앙정보부 차장 장영자의 남편 이철희 역
- 《신돈》 (MBC, 2005년) - 박불화 역
- 《연개소문》 (SBS, 2006년) - 주라후 역
- 《누나》 (MBC, 2006년)
- 《그대의 풍경》 (KBS1, 2007년) - 최 부장 역

### 영화
- 《카루나》 (1996년) - 미란 부 역
- 《보스》 (1996년)
- 《사랑하기 좋은 날》 (1995년)
- 《휘모리》 (1994년) - 강달선 역
- 《거꾸로 가는 여자》 (1994년) - 배 상무 역
- 《선유락》 (1994년) - 엄정배 역
- 《그대 안의 블루》 (1992년)
- 《우리들의 일그러진 영웅》 (1992년) - 어른 황영수 역
- 《미리 마리 우리 두리》 (1988년)
- 《한쪽날개의 천사》 (1987년)
- 《별리》(1985년)

### 연극
- 《사나이 유디티》(1983년)

## 광고
- 1989년 글락소스미스클라인컨슈머헬스케어코리아 잔탁 (feat 김성환)